# Transformers: Zánik
Transformers: Zánik (v anglickém originále Transformers: Age of Extinction) je americký akční film z roku 2014. Jedná se o čtvrtý film série Transformers od režiséra Michaela Baye. V hlavní roli se objevil Mark Wahlberg a Stanley Tucci. Hudbu k němu složil Steve Jablonsky. Do filmu se vrací transformeři Optimus Prime, Bumblebee, Ratchet a Brains. Toto je první díl celé série, který má úplně nové obsazení a poprvé se ve filmu objeví Dinoboti. Premiéru v českých kinech měl 26. června 2014. 

## Obsazení

### Lidé
- Mark Wahlberg jako Cade Yeager (svobodný otec a kutil)
- Stanley Tucci jako Joshua (arogantní návrhář, který chce vybudovat vlastní roboty)
- Nicola Peltz jako Tessa Yeager (Cadova dcera)
- Jack Reynor jako Shane Dyson (Tessin přítel)
- Sophia Myles jako Darcy
- Kelsey Grammer jako Harold Attinger
- T. J. Miller jako Lucas (Cadův nejlepší kamarád a mechanik)
- Titus Welliver jako Savoy
- Li Bingbing jako Su Yueming (Generální ředitelka čínských Transformerů)
- Melanie Specht jako "Grande Dame"

### Transformeři

#### Autoboti
- Optimus Prime (Peter Cullen): transformoval se do starého kamiónu 73 Marmon cabover, následně do červenomodrého kamionu Western Star 5700 OP 2014.
- Bumblebee: transformoval se do chevroletu camaro ss 1967, poté do žlutého Chevroletu camaro concept 2014.
- Ratchet (Robert Foxworth): transformuje se do sanitky Hummer H2. Nakonec je tajnou vojenskou agenturou Pohřební vítr smrtelně zraněn a Lockdown mu vytrhne jiskru z hrudi.
- Hound (John Goodman): transformuje se do vojenského auta Oshkosh defense medium tactical vehicle
- Crosshairse (John DiMaggio): transformuje se do zelenočerného Chevrolet Corvette C7 Stingray 2014
- Drift (Ken Watanabe): transformuje se do modročerného Bugatti Veyron grand sport vitesse a také mód vrtulníku.
- Brains (Reno Wilson): transformuje se do počítače. Chybí mu pravá noha.
- Leadfoot: byl ve filmu viděn na záběrech z drona a krátce poté byl zabit.

#### Dinoboti
Grimlock (Tyrannosaurus) chrlící oheň a jejich vůdce, Strafe (Pteranodon (s dvěma hlavami a ocasy)), Slug ničitel (Triceratops), Scorn (Spiranosaurus) má 3 řady špic na hřbetě Spinosaurus, Slash (Velociraptor) ve filmu nebyl, Slog a Snarl

#### Deceptikoni
- Galvatron (Frank Welker): vyrobený prototyp v KSI, transformuje se do tracku freightliner argosy 2014.
- Lockdown (Mark Ryan): transformuje se do Lamborghini Aventador lp 700-4 coupe. Na konci filmu je Optimem Primem zezadu probodnut a rozseknut vejpůl od hrudi nahoru.
- Stinger: vyrobený prototyp v KSI, transformuje se do červeného pagani huayra.
- Junkheap: vyrobený prototyp v KSI, transformuje se do smetiarského auta mack terrapro natural gas.
- Two head: vyrobený prototyp v KSI do ničeho se netransformuje.
- Stunticoni: Trax 4krát ten stejný prototyp vyrobený v KSI, ale v červené, bílé, černé a modré barvě, transformuje se do Chevroletu chevy trax.
- KSI Boss: vyrobili ho jako prototyp v KSI, do ničeho se netransformuje.
- Knight ship crew: Lockdownovi vojáci, do ničeho se netransformují.
- Steeljaws: jsou Lockdownovi "kyber-hyeny" a stráží Knight ship společně s Lockdownovými vojáky.
- Oreo: bot transformuje se do snack automatu.

## Produkce

### Vývoj
Během produkce Transformers 3 bylo oznámeno, že by se Shia LaBeouf neměl podílet na čtvrtém pokračování.

### Obsazení
V listopadu 2012 byl Mark Wahlberg obsazen do filmu. Také v listopadu 2012, Hollywood Reporter uvedl, že casting započal pro dva další členy: dcery a jejího přítele, řidiče závodního auta. Isabelle Cornish, Nicola Peltz, Gabriella Wilde a Margaret Qualley byly všechny zvažovány pro roli dcery, zatímco Luke Grimes, Landon Liboiron, Brenton Thwaites, Jack Reynor a Hunter Parrish za přítele. Hlavní postavy mají smlouvu na tři filmy. V lednu 2013 Reynor byl obsazen jako přítel a v březnu 2013 Nicola Peltz byla obsazena jako dcera.

## Recenze
- Transformers: Zánik – 50 % na Film CZ –
- Transformers: Recenze: Transformers: Záník - 70% na FFFilm.name –
- Na ČSKR je 5 kritik. Celkové hodnocení: 66% na ČSKR.CZ –  ke dni 26. června 2014